# El Mirador Agua Rosa
El Mirador Agua Rosa är en ort i Mexiko.   Den ligger i kommunen Maltrata och delstaten Veracruz, i den sydöstra delen av landet, 210 km öster om huvudstaden Mexico City. El Mirador Agua Rosa ligger 2 449 meter över havet och antalet invånare är 464.
Terrängen runt El Mirador Agua Rosa är kuperad åt nordväst, men åt sydost är den bergig. Runt El Mirador Agua Rosa är det tätbefolkat, med 411 invånare per kvadratkilometer. Närmaste större samhälle är Orizaba, 15,0 km öster om El Mirador Agua Rosa. I omgivningarna runt El Mirador Agua Rosa växer i huvudsak städsegrön lövskog.